# João Goulart
João Belchior Marques Goulart (São Borja (Rio Grande do Sul), 1 maart 1919 - Mercedes (Corrientes) Argentinië, 6 december 1976) was een Braziliaans advocaat en politicus. Van 1961 tot 1964 was hij de vierentwintigste president van Brazilië.
Zijn linkse bewind werd in 1964 omvergeworpen tijdens de staatsgreep in Brazilië.
Deodoro da Fonseca ·
Peixoto ·
Morais ·
Campos Sales ·
Alves ·
Pena ·
Peçanha ·
Fonseca ·
Brás ·
Alves ·
Moreira ·
Pessoa ·
Bernardes ·
Luís ·
Prestes ·
(Junta van 1930) ·
Vargas ·
Linhares ·
Gaspar Dutra ·
Vargas ·
Café Filho ·
Luz ·
Ramos ·
Kubitschek ·
Quadros ·
Ranieri Mazzilli ·
Goulart ·
Ranieri Mazzilli ·
Castelo Branco ·
Costa e Silva ·
(Junta van 1969) ·
Garrastazu Médici ·
Geisel ·
Figueiredo ·
Neves ·
Sarney ·
Collor ·
Franco ·
Cardoso ·
Lula da Silva ·
Rousseff ·
Temer ·
Bolsonaro ·
Lula da Silva
- Bibliothèque nationale de France: cb12460725n (data)
- Gemeinsame Normdatei: 119077442
- International Standard Name Identifier: 0000 0001 1445 1839
- Library of Congress Control Number: n82258715
- Nationale Bibliotheek van Tsjechië: jo2017965674
- Nationale Bibliotheek van Israël: 987007300340705171
- Nationale Bibliotheek van Polen: a0000002984838
- Nederlandse Thesaurus van Auteursnamen: 072482168
- SNAC: w62f7s4w
- Système universitaire de documentation: 033778930
- Virtual International Authority File: 57980772
- WorldCat: E39PBJc3BJvJ7dbhQRYXqwKcfq